# Тјекери (Тренто)
Тјекери је насеље у Италији у округу Тренто, региону Трентино-Јужни Тирол.
Према процени из 2011. у насељу је живело 8 становника. Насеље се налази на надморској висини од 1027 м.